# Święty Jan Bosco (film)
Święty Jan Bosco – włoski film biograficzny z 2004 roku opowiadający o życiu Jana Bosco wyreżyserowany przez Lodovica Gaspariniego.

## Obsada
- Paolo Calabresi jako Don Gastaldi
- Brock Everitt-Elwick jako Jan Bosco jako dziecko
- Arnaldo Ninchi jako Pius IX